# Ligue musulmane (Pakistan)
Pour les articles homonymes, voir Ligue musulmane (homonymie).
La Ligue musulmane (en anglais : Muslim League, en ourdou : مسلم لیگ) est un parti politique pakistanais créé en 1947, qui a succédé à la All-India Muslim League fondée en 1906 dans le Raj britannique et qui s'est divisée entre les deux pays lors de la partition des Indes, son pendant indien étant la Ligue musulmane de l'Union indienne (en). 
La Ligue musulmane est d'abord le parti dominant l'Assemblée constituante du Pakistan, avant d'être affaiblie par l'émergence de la Ligue Awami au Pakistan oriental et du Parti républicain au Pakistan occidental. La Ligue musulmane disparait sous l'effet de la loi martiale décrétée à la suite du coup d'État de 1958 du général Muhammad Ayub Khan. La Ligue musulmane du Pakistan fondée en 1962 est vue comme son successeur.